# Risto Lillemets
Risto Lillemets (Kuressaare, 20 november 1997) is een Estische atleet die gespecialiseerd is in de zevenkamp en de tienkamp. Lillemets heeft deelgenomen aan verschillende Europese en wereldkampioenschappen met als hoogtepunt een bronzen medaille tijdens de Europese kampioenschappen indooratletiek 2023.

## Palmares

### Zevenkamp
- 2023:  EK indoor – 6079 punten
- 2025: 9e EK indoor – 5922 punten
- 2025: 8e WK indoor – 5866 punten

### Tienkamp
- 2024: DNF EK